# Xã Chester, Quận Wabasha, Minnesota
Xã Chester (tiếng Anh: Chester Township) là một xã thuộc quận Wabasha, tiểu bang Minnesota, Hoa Kỳ. Năm 2010, dân số của xã này là 455 người.